# Pelle Erzsébet
Pelle Erzsébet (Kál, 1947. május 4. [más forrás szerint 1957. április 5.] – Budapest, 2012. november 7.) opera-énekesnő (szoprán) volt.
Az Állami Népi Együttesben indult pályája. 1973 és '77 között a Bartók Béla konzervatóriumban Fábry Edit tanítványa volt.
1978-ban a Debreceni Csokonai Színházban kezdődött operai karrierje, mely 1989-től a budapesti Operában folytatódott.
Főként drámai (koloratúr)szoprán szerepeket alakított, de kirándult a musical műfajába is: Az Operaház fantomjában Carlottát énekelte a Madách Színházban.

## Főbb szerepei
A Színházi adattárban regisztrált bemutatóinak száma: 52; ugyanitt hat színházi felvételen is látható.
- Beethoven: Fidelio - Leonora
- Csajkovszkij: Jolantha – címszerep
- Erkel Ferenc: 
  - Hunyadi László - Szilágyi Erzsébet
  - Bánk bán – Melinda
- Kacsóh Pongrác: János vitéz – A francia királykisasszony
- Leoncavallo: Bajazzók – Nedda
- Mozart: 
  - Don Juan – Donna Elvira
  - A varázsfuvola – Pamina
- Puccini:
  - Pillangókisasszony – címszerep
  - Bohémélet – Mimi
  - Tosca - címszerep
  - Turandot – címszerep
- Rossini: A sevillai borbély – Berta
- Verdi: 
  - Nabucco - Abigél
  - A trubdadur – Leonora
  - La Traviata – Violetta
  - Aida – címszerep
  - Don Carlos – Erzsébet
- Wagner:
  - A Rajna kincse – Fricka
  - Istenek alkonya – Brünnhilde